# Ooh La La (Britney Spears)
Ooh La La è un brano musicale della cantante Britney Spears, pubblicato il 17 giugno 2013 come singolo di lancio della colonna sonora del film d'animazione I Puffi 2.
Il brano è stato scritto da Dr. Luke, Ammo, Cirkut, Lola Blanc, Fransisca Hall, Bonnie McKee e Jacob Kasher Hindlin. È stato prodotto da Dr. Luke, Cirkut e Ammo.
Il video musicale è stato pubblicato sul canale YouTube della Spears l'11 luglio 2013.

## Descrizione
Il brano è stato scritto da Ammo, Fransisca Hall e Lola Blanc, e doveva essere il singolo di debutto di quest'ultima.
Dopo alcune richieste da parte del produttore Dr. Luke, è stato raggiunto un accordo che ha permesso alla Spears di registrare il brano.
Dr. Luke ha collaborato con altri scrittori come Cirkut, Jacob Kasher e Bonnie McKee, per riscrivere il testo e renderlo più adatto ai bambini.
La produzione del brano è stata affidata allo stesso Dr. Luke, Cirkut e Ammo.
Britney Spears ha scelto di registrare il brano per contribuire alla colonna sonora del film d'animazione I Puffi 2 perché, a suo dire, lei ha "sempre amato i Puffi sin da bambina" e ora i suoi figli "sono i più grandi fan de I Puffi".
Il brano è stato presentato integralmente durante il programma radiofonico On Air With Ryan Seacrest di Ryan Seacrest, il 17 giugno 2013.

## Video musicale
Il video musicale è stato girato a giugno ed è stato diretto da Marc Klasfeld.
Nel video compaiono anche i figli della Spears, Sean Preston e Jayden James Federline, e vi è anche una breve comparsa della nipote della Spears, Maddie Aldridge, figlia di Jamie Lynn Spears.
Il video è stato pubblicato sul canale YouTube e Vevo della Spears l'11 luglio 2013.
Il video si apre con la Spears e i suoi figli al cinema, mentre guardano una scena tratta dal finale del film I Puffi 2.
Ad un certo punto il malvagio Gargamella lancia un incantesimo che colpisce accidentalmente la cantante, la quale si ritrova catapultata all'interno dello schermo del cinema, nel villaggio dei Puffi.
Inizia il brano e il video alterna scene dove la cantante balla e canta con altre scene del film, inquadrando qualche volta anche i Puffi mentre ballano al ritmo del brano.
Il 21 settembre 2018 il video supera 100 milioni di visualizzazioni su YouTube.

## Accoglienza
Ooh La La ha ricevuto valutazioni generalmente positive dalla critica.
Dan Reilly di Rolling Stone ha voluto sottolineare l'orecchiabilità del brano, dicendo "Ora che l'avete ascoltato, provate a farlo uscire dalla vostra testa".
Brian Mansfield di USA Today asserisce che "Il brano per bambini di Mamma Spears è energetico a tal punto da sembrare iperattivo, passando da una parte rap a un ritornello accompagnato da una chitarra acustica, fino ad un frizzante ed elettronico breakdown. Puffantastico? Forse".
Jenna Hally Rubenstein di MTV ha scritto una recensione positiva, descrivendo la canzone come uno "sgargiante e solare pezzo pop che si rivolge perfettamente al pubblico de I Puffi 2".

## Tracce
CD e download digitale
1. Britney Spears – Ooh La La – 4:17 (Lukasz Gottwald, Joshua Coleman, Henry Walter, Bonnie McKee, Jacob Kasher Hindlin, Lola Blanc, Fransisca Hall)
2. G.R.L. – Vacation – 3:36 (Lukasz Gottwald, Henry Walter, Bonnie McKee, Max Martin)

CD (Germania)
1. Britney Spears – Ooh La La – 4:17 (Lukasz Gottwald, Joshua Coleman, Henry Walter, Bonnie McKee, Jacob Kasher Hindlin, Lola Blanc, Fransisca Hall)
2. Britney Spears – Ooh La La (Strumentale) – 4:17 (Lukasz Gottwald, Joshua Coleman, Henry Walter, Bonnie McKee, Jacob Kasher Hindlin, Lola Blanc, Fransisca Hall)

## Riconoscimenti
| Radio Disney Awards | Miglior canzone che ti fa sorridere | Vinto    |
| Radio Disney Awards | Canzone preferita tratta da un film | Nominata |
| World Music Awards  | Miglior canzone del mondo           | Nominata |
| World Music Awards  | Miglior video al mondo              | Vinto    |

## Classifiche
| Classifica (2013)               | Posizione massima |
| ------------------------------- | ----------------- |
| Belgio (Fiandre)                | 13                |
| Belgio (Vallonia)               | 9                 |
| Canada                          | 37                |
| Corea del Sud                   | 1                 |
| Francia                         | 73                |
| Giappone                        | 69                |
| Italia                          | 68                |
| Stati Uniti (Billboard Hot 100) | 54                |
| Stati Uniti (Pop Songs)         | 21                |